# Département de Pehuenches
Le département de Pehuenches est une des 16 subdivisions de la province de Neuquén, en Argentine. Son chef-lieu est la ville de Rincón de Los Sauces.
Le département a une superficie de 8 720 km2. Sa population s'élevait à 13 765 habitants en 2001. Selon les estimations de l'INDEC argentin, en juin 2007, il comptait 18 906 habitants.

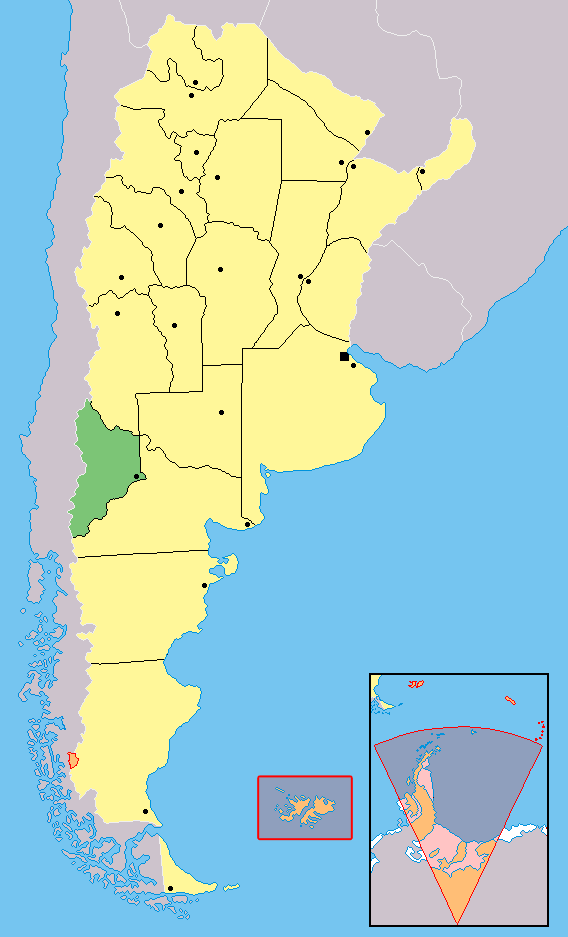
Localisation de la province de Neuquén en Argentine

## Autre ville
- Buta Ranquil